# Neoneura angelensis
Neoneura angelensis är en trollsländeart som beskrevs av Juillerat 2007. Neoneura angelensis ingår i släktet Neoneura och familjen Protoneuridae. Inga underarter finns listade i Catalogue of Life.